# Liam Kirk
Liam Kirk (* 3. ledna 2000 Maltby) je britský hokejový útočník, hrající za tým Eisbären Berlín v německé DEL. Svoji profesionální kariéru začal v Anglii v Elite Ice Hockey League v klubu Sheffield Steelers.
V reprezentaci hraje Kirk za Britskou hokejovou reprezentaci a pomohl jí k postupu do elitní skupiny Mistrovství světa v ledním hokeji.
V červnu roku 2018 byl draftován ve vstupním draftu NHL 2018 Arizonou Coyotes. Stal se tak prvním britským hráčem, který byl kdy draftovaný do NHL.

## Hráčská kariéra

### Velká Británie
Kirk začal již v útlém mládí začal hrát v Sheffieldské Junior Academy. V té se postupně propracoval až do týmu U18, se kterým hrál v sezoně 2015/16 Anglickou U18 severní ligu. Kirk vyhrál kanadské bodování s 98 body za 60 gólů a 38 asistencí. Ve stejný rok vyhrál se Sheffieldem ligový titul. Byl také nominován do týmu Británie U16.
Pokračováním výborných výkonů v U18 si Kirk vybojoval místo v EIHL, kde podepsal tříletý kontrakt s týmem Sheffield Steeldogs.
Kirk reprezentoval Británii ve všech věkových kategoriích. V sezoně 2017/18 hrál za U18, se kterým se vrátil se zlatou medailí. Ve stejném roce získal za tým U20 ocenění nejlepšího útočníka, nejproduktivnějšího hráče, nejvíce gólů a asistencí, nejlepší procentuální úspěšnost na buly (71,43%) a bronzovou medaili. Bohužel za A-tým si nepřipsal jediný bod, ale i tak dokázala Británie vyhrát divizní Mistrovství světa.

### Severní Amerika
Kirk byl v draftu NHL 2018 vybrán Arizonou Coyotes na 189. místě (7. kolo). Stal se prvním britským hráčem, který byl draftován do NHL. Ještě před tímto draftem byl, ale jako celkově 8. hráč vybrán v CHL Import Draftu týmem Peterborough Petes.

#### Hostování v Evropě
Vzhledem k tomu, že sezóna 2020-21 v OHL začala kvůli pandemii covidu-19 až v prosinci 2020, rozhodl se Kirk zůstat v Evropě a 17. října 2020 podepsal krátkodobou smlouvu na hostování ve švédské Hockeyettan, v týmu Hanhals IF.
V únoru 2021 se Kirk dočasně vrátil do Velké Británie a podepsal smlouvu s týmem NIHL Sheffield Steeldogs před sérií Spring Cup.

### Arizona Coyotes
28. července 2021 Coyotes oficiálně oznámili, že Kirk podepsal s klubem tříletou vstupní smlouvu a stal se tak prvním hráčem narozeným a trénovaným v Anglii, který podepsal smlouvu v NHL.
Sezonu 2021/22 zahájil v AHL na farmě Coyotes, Tucson Roadrunners. Kirk odehrál osm zápasů, ve kterých vstřelil dva góly a zaznamenal tři body, než v listopadu 2021 utrpěl zranění kolena, které ukončilo sezónu.
Po doléčení zranění pokračoval Kirk v sezóně 2022/23 v AHL v týmu Tucson Roadrunners. Kirk, který v týmu Roadrunners působil jako zdravý náhradník a nastoupil pouze v jediném utkání, byl přeřazen do týmu Atlanta Gladiators v ECHL. Kirk za Gladiators zaznamenal 5 gólů a 11 bodů v 15 zápasech, načež 29. prosince 2022 přijal od Coyotes nabídku na zapůjčení a vrátil se do Evropy, kde se připojil k finskému prvoligovému klubu Mikkelin Jukurit z Liigy na zbytek sezóny. 6. září 2023 byl Kirk umístěn na listinu nechráněných hráčů ze strany Coyotes za účelem ukončení smlouvy.

### HC Verva Litvínov
7. září 2023 podepsal Kirk roční kontrakt s týmem Verva Litvínov v české extralize. Stal se zároveň prvním Britem v klubové historii.

## Statistiky

### Klubové statistiky
| Sezóna        | Klub                | Soutěž        |    | Základní část | Základní část | Základní část | Základní část | Základní část |   | Play off | Play off | Play off | Play off | Play off |
| Sezóna        | Klub                | Soutěž        | Z  | G             | A             | B             | TM            | Z             | G | A        | B        | TM       |          |          |
| 2015/16       | Sheffield Steeldogs | EPIHL         | 15 | 0             | 1             | 1             | 0             | 2             | 1 | 1        | 2        | 0        |          |          |
| 2015/16       | Sheffield Spartans  | NIHL          | 67 | 4             | 2             | 6             | 0             | —             | — | —        | —        | —        |          |          |
| 2016/17       | Sheffield Steelers  | EIHL          | 19 | 0             | 0             | 0             | 0             | —             | — | —        | —        | —        |          |          |
| 2016/17       | Sheffield Steeldogs | EPIHL         | 38 | 20            | 25            | 45            | 12            | —             | — | —        | —        | —        |          |          |
| 2017/18       | Sheffield Steelers  | EIHL          | 52 | 9             | 7             | 16            | 6             | —             | — | —        | —        | —        |          |          |
| 2018/19       | Peterborough Petes  | OHL           | 63 | 26            | 21            | 47            | 26            | 5             | 0 | 1        | 1        | 0        |          |          |
| 2019/20       | Peterborough Petes  | OHL           | 47 | 21            | 29            | 50            | 25            | —             | — | —        | —        | —        |          |          |
| 2020/21       | Hanhals IF          | HockeyEttan   | 12 | 21            | 11            | 32            | 2             | —             | — | —        | —        | —        |          |          |
| 2020/21       | Sheffield Steelers  | NIHL          | 14 | 10            | 10            | 20            | 4             | —             | — | —        | —        | —        |          |          |
| 2021/22       | Tucson Roadrunners  | AHL           | 8  | 2             | 1             | 3             | 2             | —             | — | —        | —        | —        |          |          |
| 2022/23       | Tucson Roadrunners  | AHL           | 1  | 0             | 0             | 0             | 2             | —             | — | —        | —        | —        |          |          |
| 2022/23       | Atlanta Gladiators  | ECHL          | 15 | 5             | 6             | 11            | 8             | —             | — | —        | —        | —        |          |          |
| 2022/23       | Jukurit             | Liiga         | 25 | 7             | 12            | 19            | 12            | —             | — | —        | —        | —        |          |          |
| 2023/24       | HC VERVA Litvínov   | ČHL           | 52 | 19            | 11            | 30            | 20            | 13            | 9 | 4        | 13       | 4        |          |          |
| AHL celkově   | AHL celkově         | AHL celkově   | 9  | 2             | 1             | 3             | 4             | —             | — | —        | —        | —        |          |          |
| Liiga celkově | Liiga celkově       | Liiga celkově | 25 | 7             | 12            | 19            | 12            | —             | — | —        | —        | —        |          |          |

### Reprezentační statistiky
| Rok             | Tým             | Soutěž          | Z  | G  | A  | B  | TM |
| --------------- | --------------- | --------------- | -- | -- | -- | -- | -- |
| 2016            | Velká Británie  | MS18-D2         | 5  | 2  | 1  | 3  | 4  |
| 2017            | Velká Británie  | MS18-D2         | 5  | 6  | 2  | 8  | 6  |
| 2017            | Velká Británie  | MSJ-D1          | 5  | 2  | 2  | 4  | 0  |
| 2018            | Velká Británie  | MS18-D2         | 5  | 4  | 3  | 7  | 2  |
| 2018            | Velká Británie  | MSJ-D2          | 5  | 7  | 7  | 14 | 6  |
| 2018            | Velká Británie  | MS              | 5  | 0  | 0  | 0  | 0  |
| 2018            | Velká Británie  | MSJ-D2          | 5  | 5  | 9  | 14 | 4  |
| 2019            | Velká Británie  | MS              | 6  | 0  | 0  | 0  | 0  |
| 2021            | Velká Británie  | MS              | 7  | 7  | 2  | 9  | 4  |
| 2023            | Velká Británie  | MS              | 5  | 3  | 7  | 10 | 0  |
| Junioři celkově | Junioři celkově | Junioři celkově | 30 | 26 | 24 | 50 | 22 |
| Senioři celkově | Senioři celkově | Senioři celkově | 23 | 10 | 9  | 19 | 4  |